# Мона Лиза и кровавая луна
«Мона Лиза и кровавая луна» (англ. Mona Lisa and the Blood Moon) — американский художественный фильм режиссёра Аны Лили Амирпур с Кейт Хадсон в главной роли. Его премьера состоялась в сентябре 2021 года на 78-м Венецианском кинофестивале.

## Сюжет
Главная героиня фильма — женщина с необычными способностями, которая пытается сбежать из психиатрической больницы и выжить в хаосе современного мира.

## В ролях
- Кейт Хадсон — Бонни
- Эд Скрейн — Фазз
- Крэйг Робинсон — офицер Харольд
- Сильвия Грэйс Крим — пьяная девушка
- Чон Джонсо — Мона Лиза Ли
- Ивэн Уиттен — Чарли
- Ричи Монтгомери
- Чарли Талберт — офицер Роллинс
- Кент Шокнек
- Рэй Грэй
- Гиги Эрнета

## Создание и оценки
Проект был анонсирован в октябре 2018 года, причём с самого начала было известно, что Ана Лили Амирпур станет режиссёром и напишет сценарий, а основные роли достанутся Кейт Хадсон, Крэйгу Робинсону и Заку Эфрону. Позже к касту присоединилась Чон Джонсо. Съёмки начались в июле 2019 года. Премьера картины состоялась в сентябре 2021 года на 78-м Венецианском кинофестивале, в рамках основной программы.
На сайте-агрегаторе рецензий Rotten Tomatoes фильм получил рейтинг 74 % со средней оценкой 6,6/10, на сайте Metacritic — 69 баллов из 100, что указывает на «в целом благоприятные отзывы». Журнал Screen Rant оценил его на 3 с половиной звезды.